# Чэнь Вэйсин
Чэнь Вэйси́н (кит. упр. 陈卫星, пиньинь Chén Wèixīng, род. 27 апреля 1972, Баотоу, Внутренняя Монголия) — австрийский игрок в настольный теннис китайского происхождения, призёр чемпионатов Европы.

## Биография
Родился в 1972 году в Автономном районе Внутренняя Монголия (КНР). Хотя он был 15-м в рейтинге лучших игроков Китая, но высокая конкуренция в китайском настольном теннисе делала для него затруднительным участие в международных соревнованиях, поэтому он решил эмигрировать. Пожив в Венгрии и Германии, он в итоге с 2001 года стал выступать за Австрию.
В 2002 году на чемпионате Европы стал обладателем бронзовых медалей в смешанном парном разряде и в составе команды. На чемпионате Европы 2003 года завоевал золотую медаль в парном разряде и серебряную — в смешанном парном разряде. В 2004 году принял участие в Олимпийских играх в Афинах, но наград не завоевал. На чемпионате Европы 2005 года стал обладателем серебряных медалей в смешанном парном разряде и в составе команды. В 2008 году принял участие в Олимпийских играх в Пекине, где австрийская мужская сборная по настольному теннису заняла 4-е место. В 2012 году принял участие в Олимпийских играх в Лондоне, но наград не завоевал.